# ФК «Динамо» Москва в сезоне 1931
Сезон 1931 года — 9-й в истории футбольного клуба «Динамо» Москва.
В нем команда приняла участие в осеннем чемпионате Москвы.

## Общая характеристика выступления команды в сезоне
В этом сезоне команда вновь существенно усилилась: наряду с приглашением из «Пищевиков» нападающего Серафима Кривоносова (в «ответ» на возвращение в эту команду из «Динамо» Валентина Прокофьева) и из РКимА — универсала Алексея Лапшина, в «Динамо» провели свои первые матчи будущие символы клуба в предвоенный период: Василий Смирнов из «Трёхгорки» (практически все игроки которой были отчислены руководством одноименной фабрики, поскольку не являлись ее работниками), и будущий многолетний лидер команды Сергей Ильин из ЦДКА.
Такой подбор игроков (теперь вынужденное отсутствие в ряде матчей в составе Иванова, Ленчикова, и даже Павлова или Селина не являлось труднопреодолимой проблемой) позволил «Динамо» достаточно уверенно победить в единственном в этом сезоне осеннем первенстве столицы (хотя в финальной группе динамовцы и потерпели одно поражение от команды «Серп и Молот»), став трехкратными чемпионами Москвы.

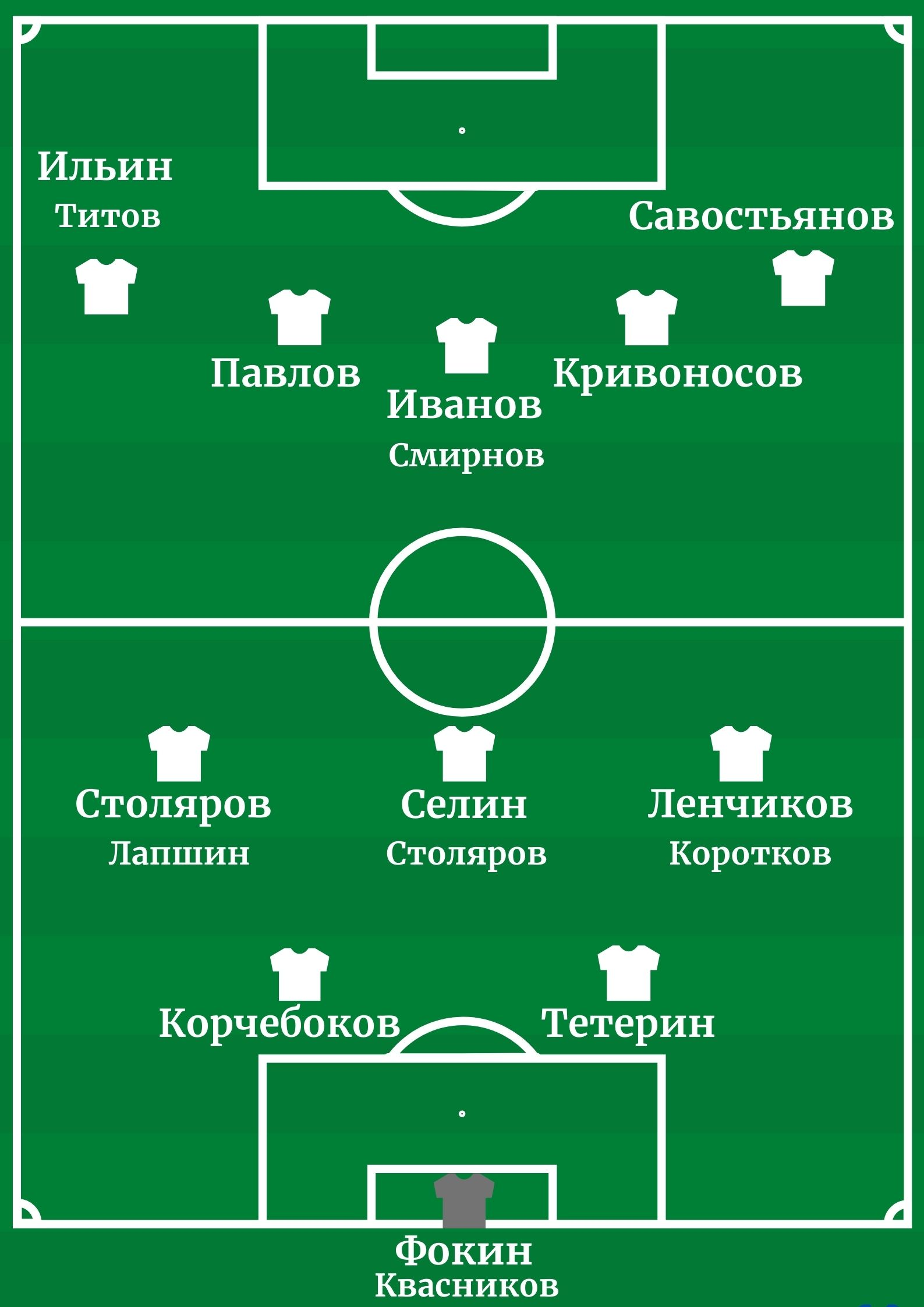

## Команда

### Состав
| Игрок                  | Дата рождения   | Сезон в «Динамо» | Бывший клуб            |
| Вратари                | Вратари         | Вратари          | Вратари                |
| ---------------------- | --------------- | ---------------- | ---------------------- |
| Евгений Фокин          | 25 октября 1909 | 2                | КЖД им.Ильича Подольск |
| Александр Квасников    | 6 декабря 1912  | 2                | «Динамо» (клубная)     |
| Защитники              |                 |                  |                        |
| Лев Корчебоков         | 11 марта 1907   | 2                | «Динамо» (клубная)     |
| Виктор Тетерин         | [[ ]] 1906      | 2                | РКимА                  |
| Александр Мильеранский | [[ ]] 1903      | 3                | «Динамо» (клубная)     |
| Полузащитники          |                 |                  |                        |
| Иван Ленчиков          | 31 мая 1899     | 9                | КФ «Сокольники»        |
| Фёдор Селин            | 7 марта 1899    | 5                | «Трёхгорка»            |
| Алексей Столяров       | 5 марта 1905    | 4                | «Динамо» Ленинград     |
| Павел Коротков         | 14 июля 1907    | 2                | «Динамо» (клубная)     |
| Алексей Лапшин         | 22 февраля 1909 | 1                | РКимА                  |
| Нападающие             |                 |                  |                        |
| Павел Савостьянов      | 14 июня 1904    | 3                | ЦДКА                   |
| Серафим Кривоносов     | [[ ]] 1903      | 1                | «Пищевики»             |
| Сергей Иванов          | 7 мая 1906      | 7                | «Динамо» (клубная)     |
| Василий Павлов         | 23 января 1907  | 5                | «Динамо» (клубная)     |
| Василий Смирнов        | 18 декабря 1908 | 1                | «Трёхгорка»            |
| Владимир Титов         | [[ ]] 1903      | 8                | «Динамо» (клубная)     |
| Сергей Ильин           | 2 июля 1906     | 1                | ЦДКА                   |

### Изменения в составе
| Поз | Игрок                  | Прежний клуб       |
| --- | ---------------------- | ------------------ |
| З   | Александр Мильеранский | «Динамо» (клубная) |
| П   | Павел Коротков         | «Динамо» (клубная) |
| П   | Алексей Лапшин         | РКимА              |
| Н   | Серафим Кривоносов     | «Пищевики»         |
| Н   | Василий Смирнов        | «Трёхгорка»        |
| Н   | Сергей Ильин           | ЦДКА               |

| Поз | Игрок              | Новый клуб         |
| --- | ------------------ | ------------------ |
| В   | Фёдор Чулков       | завершил карьеру   |
| П   | Николай Краснов    | «Динамо» (клубная) |
| Н   | Алексей Макаров    | «Динамо» (клубная) |
| Н   | Валентин Прокофьев | «Пищевики»         |

## Официальные матчи

### Чемпионат Москвы 1931 (осень)
Число участников — 12. Чемпион — «Динамо» Москва.
Чемпионат разыгрывался в двух подгруппах по 6 команд. По три сильнейших команды из каждой подгруппы составляли финальную группу, где по «круговой системе» определялся победитель.
Поскольку вновь был применен «клубный зачет» для определения прогресса главной (первой) команды по ходу турнира, то, строго говоря, данная схема не позволяла корректно идентифицировать первенство главных команд. Однако практически все футбольные историки считают расхождения между результатами первой команды и «клубного зачета» в данном случае несущественными и признают чемпионство «Динамо» среди первых команд.

#### Первый этап. Группа «А»
| 25 авг ЧМ 1(75) | «Динамо» Москва                           | 3:2     | «Медики»                  | Москва                                        |
| | - Кривоносов 20′ - Селин 36′ - Павлов 89′ | (отчёт) | - 6′ Е.Щербов - 60′ Гуров | Стадион: «Красные Сокольники» Зрителей: 6 000 |
| «Динамо» Москва: Фокин - Корчебоков,Тетерин - Ленчиков, Селин (с 6'), Столяров - Савостьянов, Кривоносов, Иванов (с 5'), Павлов, Титов «Медики»: Ясман - Дмитриев, Егоров - Назаров, Локтев, Мефодьев - Е.Щербов, Б.Степанов, В.Степанов , Гуров, Архипов - Селин и Иванов опоздали к выходу на поле на 6' |                                           |         |                           |                                               |

| 30 авг ЧМ 2(76) | «Динамо» Москва           | 2:2     | АМО                            | Москва                             |
| | - Иванов 10′ - Павлов 43′ | (отчёт) | - 55′ Щегоцкий - 72′ Емельянов | Стадион: «Динамо» Зрителей: 10 000 |
| «Динамо» Москва: Фокин - Корчебоков,Тетерин - Ленчиков, Коротков, Столяров - Савостьянов, Кривоносов, Иванов , Павлов, Титов АМО: Курский - Рущинский , С.Поляков - Вик.Дубинин, Сушков, М.Путистин - Вик.Семёнов, Емельянов, Щегоцкий, Курапов, Помогаев |                           |         |                                |                                    |

| 4 сен ЧМ 3(77) | «Динамо» Москва                                            | 4:3     | ЦДКА                             | Москва                                       |
| | - Селин 2′ - Кривоносов 33′ - Савостьянов 60′ - Павлов 87′ | (отчёт) | - 6′ 68′ Бутарев - 40′ Б.Ковалёв | Стадион: ЦДКА Зрителей: 8 000 Судья: Е.Мухин |
| «Динамо» Москва: Фокин - Корчебоков,Тетерин - Ленчиков, Селин , Столяров - Савостьянов, Кривоносов, Иванов, Павлов, Титов ЦДКА: Матвеев - Пахомов, Халкиопов - Бушуев, Самороднов, Никишин - Семичастный, Бутарев, Б.Ковалёв, Тюльпанов, Ильин |                                                            |         |                                  |                                              |

| 9 сен ЧМ 4(78) | «Динамо» Москва                      | 2:2     | СКиГ                      | Москва                            |
| | - Н.Соколов 35′ (авт.) - Смирнов 60′ | (отчёт) | - 21′ Кожин - 42′ Яковлев | Стадион: «Динамо» Зрителей: 6 000 |
| «Динамо» Москва: Квасников - Корчебоков, Мильеранский - Ленчиков, Столяров , Коротков - Савостьянов, Кривоносов, Смирнов, Лапшин, Титов СКиГ: Москвин - Н.Соколов, Кочетков - Давыдов, В.Стрепихеев , Иванов - Вик.Прокофьев, Якушин, Кожин, Яковлев, Сергеев |                                      |         |                           |                                   |

| 15 сен ЧМ 5(79) | «Динамо» Москва                                     | 6:0     | «Освобождённый труд» | Москва                         |
| | - Павлов 15′ 65′ - Смирнов 28′ 72′ - Иванов 51′ 86′ | (отчёт) |                      | Стадион: МОСПС Зрителей: 2 000 |
| «Динамо» Москва: Фокин (46' Квасников) - Корчебоков,Тетерин - Ленчиков, Столяров, Лапшин - Савостьянов, Смирнов, Иванов , Павлов, Титов «Освобождённый труд»: Константинов - Ермаков, Гвоздков - Волков, Суханов , Н.Симаков - Е.Георгиевский, А.Георгиевский, Карасёв, П.Козлов, Теренков |                                                     |         |                      |                                |

#### Финальная группа
| 24 сен ЧМ 6(80) | «Динамо» Москва                       | 3:2     | АМО                              | Москва                                               |
| | - Селин 35′ - Иванов 49′ - Павлов 68′ | (отчёт) | - 20′ Щегоцкий - 86′ Вик.Семёнов | Стадион: «Динамо» Зрителей: 10 000 Судья: А.Богданов |
| «Динамо» Москва: Фокин - Корчебоков,Тетерин - Коротков, Селин , Столяров - Савостьянов, Кривоносов, Иванов, Павлов, Ильин АМО: Курский - Рущинский , Ананьев - Вик.Дубинин, Сушков, М.Путистин - Панин, Помогаев, Щегоцкий (с 11'), Вик.Семёнов, Емельянов |                                       |         |                                  |                                                      |

| 29 сен ЧМ 7(81) | «Динамо» Москва                                            | 5:1     | СКиГ        | Москва                          |
| | - Павлов 2′ 61′ - Ильин 8′ - Смирнов 35′ - Савостьянов 55′ | (отчёт) | - 41′ Кожин | Стадион: «СКиГ» Зрителей: 5 000 |
| «Динамо» Москва: Фокин - Корчебоков, Тетерин - Коротков, Селин , Столяров - Савостьянов, Кривоносов, Смирнов, Павлов, Ильин СКиГ: Москвин - Н.Соколов, Щепатов - А.Давыдов, В.Стрепихеев , В.Филиппов - Вик.Прокофьев, Якушин, Кожин, Яковлев, Сергеев |                                                            |         |             |                                 |

| 4 окт ЧМ 8(82) | «Динамо» Москва                      | 3:4     | «Серп и Молот»                                          | Москва                                             |
| | - Павлов 39′ 85′ - Афонин 50′ (авт.) | (отчёт) | - 6′ Бубенцов - 24′ В.Блинков - 64′ Гусев - 73′ Н.Ильин | Стадион: «Динамо» Зрителей: 10 000 Судья: В.Щербов |
| «Динамо» Москва: Фокин - Корчебоков, Тетерин - Ленчиков, Столяров , Лапшин - Савостьянов, Кривоносов, Смирнов, Павлов, Ильин Серп и Молот: Малышев - Б.Аркадьев, Афонин - Максимов, Апухтин , Антонов - Соколов, Н.Ильин, Гусев, В.Блинков, Бубенцов |                                      |         |                                                         |                                                    |

| 19 окт ЧМ 9(83) | «Динамо» Москва                                                        | 6:0     | «Казанка» | Москва                             |
| | - Павлов 15′ 53′ - Ильин 38′ 49′ - Савостьянов 67′ - Иванов 82′ (пен.) | (отчёт) |           | Стадион: Казанской железной дороги |
| «Динамо» Москва: Фокин - Корчебоков, Коротков - Лапшин, Селин , Столяров - Савостьянов, Иванов, Смирнов, Павлов, Ильин Казанка: Козлов - Бобрышев, Саванов - Артёмов, Новиков, Майоров - Е.Семёнов, Кудрявцев, Загрядсков, Чеснов, Н.Чукляев |                                                                        |         |           |                                    |

| 24 окт ЧМ 10(84) | «Динамо» Москва                       | 3:2     | «Красный пролетарий»          | Москва                            |
| | - Иванов 22′ - Павлов 28′ - Ильин 36′ | (отчёт) | - 65′ Кудрявцев - 75′ Пугачёв | Стадион: «Динамо» Зрителей: 8 000 |
| «Динамо» Москва: Фокин - Корчебоков, Тетерин - Лапшин, Селин , Столяров - Савостьянов, Кривоносов, Иванов, Павлов (30' Смирнов), Ильин Красный пролетарий: Поляков - Пчеликов , Родионов - Вик.Павлов, Стыкин, Дергачёв - Чукляев, В.Зайцев, Кудрявцев, Коршаков, Пугачёв |                                       |         |                               |                                   |

#### Итоговая таблица
| М | Команда              | И | В | Н | П | Мячи    | ±   | О  |
| - | -------------------- | - | - | - | - | ------- | --- | -- |
|   | Динамо               | 5 | 4 | 0 | 1 | 20 − 9  | +11 | 13 |
| 2 | СКиГ                 | 5 | 3 | 0 | 2 | 13 − 11 | +2  | 11 |
| 3 | «Серп и Молот»       | 5 | 3 | 0 | 2 | 11 − 15 | −4  | 11 |
| 4 | «Красный пролетарий» | 5 | 2 | 0 | 3 | 17 − 13 | +4  | 9  |
| 5 | АМО                  | 5 | 3 | 0 | 2 | 10 − 9  | +1  | 9  |
| 6 | «Казанка»            | 5 | 1 | 0 | 4 | 5 − 19  | −14 | 7  |

И — игры, В — выигрыши, Н — ничьи, П — проигрыши, Мячи — забитые и пропущенные голы, ± — разница голов, О — очки

## Товарищеские матчи
| 2 мая ТМ 1 | «Динамо» Москва | 2:0     | «Освобождённый труд» | Москва |
|            |                 | (отчёт) |                      |        |

| 7 мая ТМ 2 | «Динамо» Москва | 2:1     | ЦДКА | Москва        |
| |                 | (отчёт) |      | Стадион: ЦДКА |
| «Динамо» Москва: Фокин - Корчебоков,Тетерин - Ленчиков, Селин , Столяров - Савостьянов, Кривоносов, Иванов, Павлов, Мидлер |                 |         |      |               |

| 12 мая ТМ 3 | «Динамо» Москва | 6:1     | Павлово-Посад | Павловский Посад |
|             |                 | (отчёт) |               |                  |

| 14 мая ТМ 4 | «Динамо» Москва | 6:2     | ЖДЕ Подольск | Подольск |
|             |                 | (отчёт) |              |          |

| 16 мая ТМ 5 | «Динамо» Москва | 3:1     | «Каучук» | Москва |
| |                 | (отчёт) |          |        |
| «Динамо» Москва: Фокин - Корчебоков,Тетерин - Ленчиков, Селин , Столяров - Савостьянов, Кривоносов, Иванов, Павлов, Мидлер «Каучук»: Драгунов - Лапшин. Мышляев - Фадеев, Соковиков, Стрелков - Сорокин, Решетов, Мельников, А.Холин, К.Холин |                 |         |          |        |

| 22 мая ТМ 6 | «Динамо» Москва | 3:2     | «Казанка» | Москва |
|             |                 | (отчёт) |           |        |

| ~4 июн ТМ 7 | «Динамо» Москва | 1:2     | «Орехово» | Орехово-Зуево |
|             |                 | (отчёт) |           |               |

| 26 сен ТМ 8                                                              | «Динамо» Москва                    | 3:2     | «Динамо» Киев | Москва            |
|                                                                          | - Савостьянов - Смирнов - Столяров | (отчёт) |               | Стадион: «Динамо» |
| «Динамо» Москва: ... Столяров - Савостьянов, Кривоносов, Смирнов, Павлов |                                    |         |               |                   |

| 9 ноя ТМ 9                                                                     | «Динамо» Москва                                       | 4:0     | «Орехово» | Москва                            |
|                                                                                | - Савостьянов 43′ - ? 47′ - Павлов 61′ - ? 72′ (пен.) | (отчёт) |           | Стадион: им.Томского Судья: Мухин |
| «Динамо» Москва: Фокин - ... Тетерин 15'- ... - Савостьянов, ... Павлов, Рёмин |                                                       |         |           |                                   |

## Статистика сезона

### Игроки и матчи

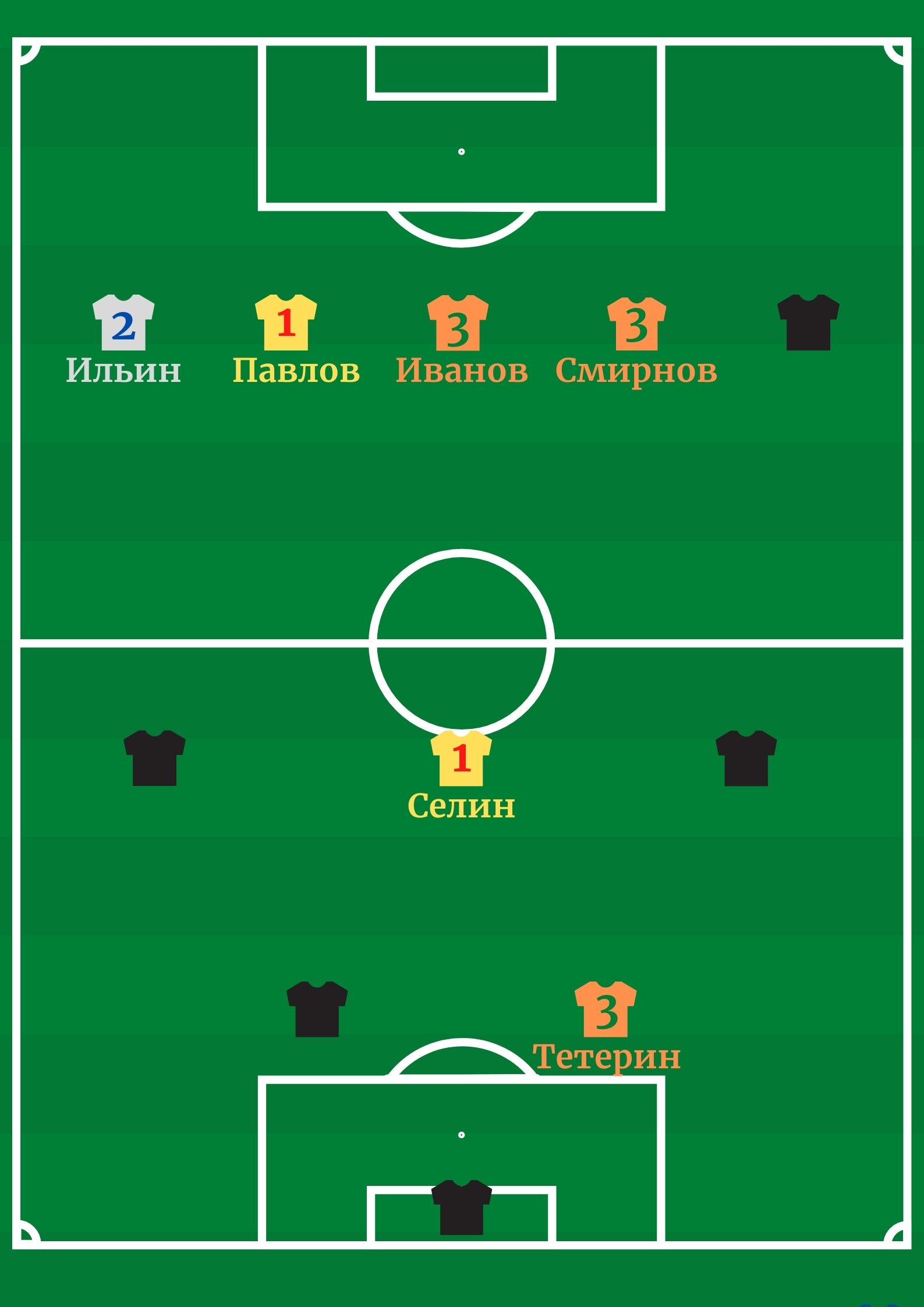
Динамовцы в списке 33 лучших футболистов

| Игрок                  | Чемпионат Москвы | Чемпионат Москвы | Товарищеские матчи | Товарищеские матчи | Всего официальные матчи | Всего официальные матчи |
| Игрок                  | Вышел на замену  | Гол              | Вышел на замену    | Гол                | Вышел на замену         | Гол                     |
| Вратари                | Вратари          | Вратари          | Вратари            | Вратари            | Вратари                 | Вратари                 |
| ---------------------- | ---------------- | ---------------- | ------------------ | ------------------ | ----------------------- | ----------------------- |
| Евгений Фокин          | 9                | (-16)            | 3                  | (-2)               | 11                      | (-18)                   |
| Александр Квасников    | 2                | (-2)             |                    |                    | 7                       | (-12)                   |
| Защитники              |                  |                  |                    |                    |                         |                         |
| Лев Корчебоков         | 10               |                  | 2                  |                    | 21                      |                         |
| Виктор Тетерин         | 8                |                  | 3                  |                    | 19                      |                         |
| Александр Мильеранский | 1                |                  |                    |                    | 6                       |                         |
| Полузащитники          |                  |                  |                    |                    |                         |                         |
| Иван Ленчиков          | 6                |                  | 2                  |                    | 91                      |                         |
| Павел Коротков         | 5                |                  |                    |                    | 9                       | 1                       |
| Фёдор Селин (6)        | 6                | 3                | 2                  |                    | 35                      | 9                       |
| Алексей Столяров (2)   | 10               |                  | 3                  | 1                  | 39                      |                         |
| Алексей Лапшин         | 5                |                  |                    |                    | 5                       |                         |
| Нападающие             |                  |                  |                    |                    |                         |                         |
| Павел Савостьянов      | 10               | 3                | 4                  | 2                  | 34                      | 11                      |
| Серафим Кривоносов     | 8                | 2                | 3                  |                    | 8                       | 2                       |
| Сергей Иванов (2)      | 7                | 6                | 2                  |                    | 73                      | 78                      |
| Василий Павлов         | 9                | 13               | 4                  | 1                  | 35                      | 49                      |
| Василий Смирнов        | 6                | 4                | 1                  | 1                  | 6                       | 4                       |
| Сергей Ильин           | 5                | 4                |                    |                    | 5                       | 4                       |
| Владимир Титов         | 5                |                  |                    |                    | 47                      | 12                      |

| Турнир            | Игрок         | Вышел на замену | Игрок         | Гол |
| ----------------- | ------------- | --------------- | ------------- | --- |
| Официальные матчи | Иван Ленчиков | 91              | Сергей Иванов | 78  |
| Чемпионат Москвы  | Иван Ленчиков | 80              | Сергей Иванов | 66  |

Достижения в сезоне
- Иван Ленчиков выступал во всех 9 сезонах «Динамо»
- Иван Ленчиков сыграл подряд 90 официальных матчей за «Динамо»
- Василий Павлов забивал в каждом из проведенных в сезоне официальных матчей